# Trochanteria
Trochanteria là một chi nhện trong họ Trochanteriidae.